# 미소지진
미소지진(Microearthquake)이란 규모 2.0 이하, 혹은 음수 값을 가진 매우 작은 크기의 지진을 의미한다. 미소지진의 경우에는 진앙에서 약 8 km 이상 떨어진 곳에서는 거의 느낄 수 없다. 미소지진은 자연적인 판 구조론적 원인 외에도 지하 핵실험이나 발파를 위한 재래식 폭발 등 인공지진으로도 발생할 수 있다. 미소지진은 거의 대부분 인간의 생명이나 재산에 큰 피해를 주지 않으며 사람들도 거의 느끼지 못한다. 예외적으로 2011년 10월 7일 7시 20분 일본 도야마현 동부 지진(최대진도 1)의 경우 규모 Mj2.4의 미소지진이었으나 당시 산사태로 인한 낙석으로 1명이 사망하였고 일본에서 가장 작은 규모로 사망자가 발생한 지진으로 기록되었다.
미소지진은 화산 분화가 가까운 화산의 화구 인근에서 잘 발생하며, 화산성 지진의 일종으로 미소지진이 발생하기도 한다.

## 같이 보기
- 거대지진
- 초거대지진